# Welkom
Welkom är en stad i Fristatsprovinsen i Sydafrika, cirka 150 kilometer nordöst om provinshuvudstaden Bloemfontein.  Staden är Fristatsprovinsens näst största stad, folkmängden uppgick till 211 011 invånare vid folkräkningen 2011. Welkom är Sydafrikas yngsta stad och är centrum för Fristatsprovinsens guldfält, efter att man upptäckt guldfyndigheter i området anlades orten 1947 på farmen med samma namn. Welkom betyder välkommen på afrikaans.

## Historia
1946 upptäcktes guld i området, orten grundades 1947 på farmen Welkom. 1961 fick orten status som kommun och 1968 utropades Welkom officiellt till stad. Under apartheidtiden grundlades förstäderna Thabong och Bronville för svarta respektive färgade. 
I slutet av apartheid kände sig många vita sydafrikaner hotade av ett regimskifte. Detta ledde i Welkom till att borgmästaren Gus Gouws blev tjärad och fjädrad i maj 1989 efter att ha officierat över ett rasblandat rullstolsmarathon. Enligt källor ska den bakomliggande orsaken ha varit att Gouws föreslagit att bygga en taxiplats i Welkoms affärsdistrikt, vilket retade upp delar av den vita befolkningen. Fyra män greps och åtalades för överfallet.
På grund av gruvdriften i området har staden har drabbats av ett antal jordbävningar, den första den 8 december 1976, uppmätte 5.2 på Richterskalan då fyra gruvarbetare omkom. Ytterligare en inträffade den 26 september 1990 och hade en magnitud på 4.2 på Richterskalan, två personer dödades och fem skadades.

## Stadsplanering
Staden planerades av gruvföretaget Anglo-American som en modellstad, med ett shopping- och administrationsdistrikt format som en hästsko runt en park. Welkom är en av få städer i världen som är helt förplanerade, en konsekvens av detta är att trafikflödet i staden fungerar mycket effektivt. En kombination av många rondeller och få korsningar med stopptvång bidrar till detta fenomen, vilket även gett upphov till stadens smeknamn "Circle City".
Welkom har även ett rykte som "trädgårdsstad" på grund av det stora antalet parker och trädgårdar. Över en miljon träd har planterats i staden.

## Näringsliv
Guldgruvorna är fortfarande och har varit den stora inkomstkällan i Welkoms ekonomi, vid en tidpunkt producerade staden en fjärdedel av västvärldens guld. Sedan millennieskiftet har dock antalet arbetstillfällen minskat drastiskt Anglo-American hade som mest 170 000 anställda, 2013 hade det minskat till 30 000.
En annan inkomstkälla är racerbanan Phakisa Freeway där bland annat MotoGP arrangerats.

## Kända personer från Welkom
- Mark Shuttleworth, entreprenör
- CJ van der Linde, rugbyspelare
- Stephen Brislin, ärkebiskop